# Sphaerodactylus richardi
Sphaerodactylus richardi е вид влечуго от семейство Sphaerodactylidae. Видът е почти застрашен от изчезване.

## Разпространение и местообитание
Разпространен е в Куба.
Обитава гористи местности, храсталаци, крайбрежия и плажове.

## Описание
Популацията на вида е стабилна.